# RKS Tachov – Kurojedy
RKS Tachov – Kurojedy měl být středovlnný vysílač poblíž Kurojed v okrese Tachov, který měl sloužit k rozhlasovému vysílání z komunistického Československa do západní Evropy. Mělo se vysílat na frekvenci 1287 kHz s výkonem 1500 kW. Nakonec byly postaveny jenom základy, protože v roce 1989 přišla sametová revoluce a smysl vysílače se vytratil.
|         | Kmitočet | Výkon   |
| ------- | -------- | ------- |
| AM (SV) | 1287 kHz | 1500 kW |